# KF Kosova VR Prisztina
KF Kosova VR Prisztina (alb. Klubi Futbollistik Kosova Vranjevc Prishtinë, serb. cyr. Фудбалски клуб Косова Врањевц Приштина) – kosowski klub piłkarski, mający siedzibę w stolicy kraju, mieście Prisztina.

## Historia
Chronologia nazw:
- 1946: KF Kosova Prisztina
- 1966: Association Sportive Magenta Prisztina
- 19??: KF Kosova Prisztina
- 2020: KF Kosova VR Prisztina

Klub piłkarski KF Kosova został założony miejscowości Prisztina w roku 1946. Zespół występował w niższych ligach mistrzostw Jugosławii. W 1951 i 1954 został mistrzem regionalnej ligi. W 1966 zmienił nazwę na Magenta Prisztina, ale potem wrócił do pierwotnej nazwy. W 1990 po utworzeniu Pierwszej Ligi Kosowa startował w niej. W sezonie 2005/06 zajął ostatnie 12.miejsce, ale pozostał w następnym sezonie w najwyższej lidze. W kolejnym sezonie znów był na ostatniej 16.pozycji i tym razem został zdegradowany z Superligi do pierwszej ligi. W 2009 spadł do drugiej ligi. W 2012 wrócił do pierwszej ligi. W sezonie 2017/18 klub zajął 16.miejsce w Liga e Parë i spadł do niższej ligi. Przed sezonem 2019/20 postanowił połączyć się z KF A&N Prizren, na mocy czego A&N grało w Liga e Dytë, natomiast Kosova – w Liga e Tretë. W 2020 musiał zmienić nazwę na KF Kosova VR Prisztina ze względu na przepisy.

## Sukcesy

### Trofea międzynarodowe
Nie uczestniczył w rozgrywkach europejskich (stan na 31-05-2020).

### Trofea krajowe
| \| \| Zdobyte trofea w rozgrywkach Kosowa (stan na: 31-05-2020) \| |                                                           |      |          |
| Rozgrywki                                                          | Osiągnięcie                                               | Razy | Sezon(y) |
| Mistrzostwo                                                        | I miejsce                                                 | 0    |          |
| Mistrzostwo                                                        | II miejsce                                                | 0    |          |
| Mistrzostwo                                                        | III miejsce                                               | 0    |          |
| Mistrzostwo                                                        | 5.miejsce                                                 | 1    | 1999/00  |
| Puchar                                                             | zdobywca                                                  | 1    | 2003/04  |
| Puchar                                                             | finalista                                                 | 0    |          |
| II liga                                                            | I miejsce                                                 | 0    |          |
| II liga                                                            | II miejsce                                                | 0    |          |
| II liga                                                            | III miejsce                                               | 0    |          |
| Kosowo                                                             | Zdobyte trofea w rozgrywkach Kosowa (stan na: 31-05-2020) |      |          |

## Stadion
Klub rozgrywa swoje mecze domowe na stadionie Xhemail Ibishi w Prisztinie, który może pomieścić 5000 widzów.